# Schulstraße (Bayreuth)
Die Schulstraße ist eine Straße in der oberfränkischen Stadt Bayreuth.

## Name
Der südlich des Roten Mains gelegene Abschnitt der Straße führt seinen Namen seit 1874. Namengebend war die dort am 1. November 1875 eingeweihte Central-Schule (seit 1914 nach Johann Baptist Graser: Graserschule), zu der hin dieser Abschnitt der Straße führte.

## Geschichte und Beschreibung

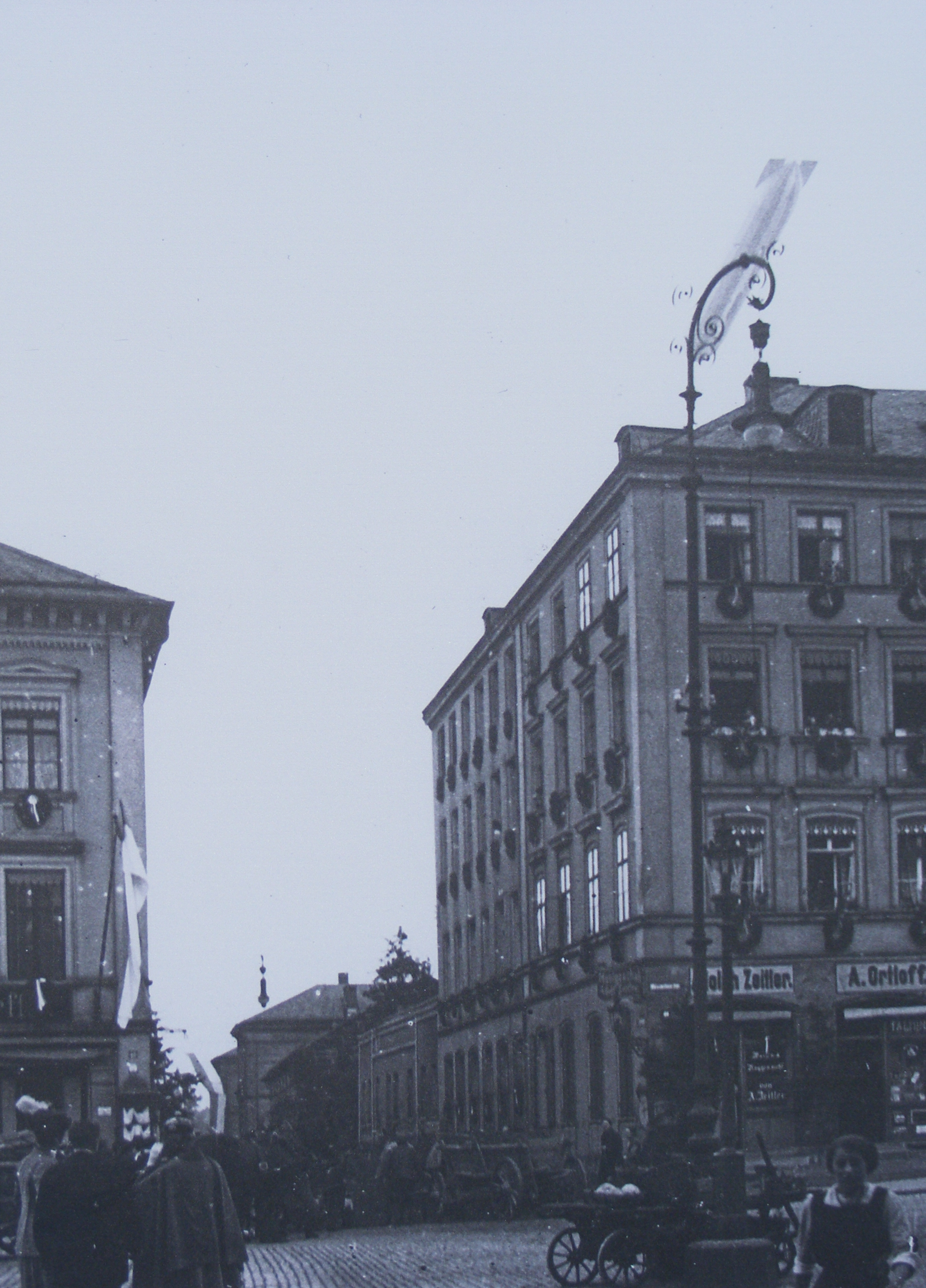
Beginn der Schulstraße am unteren Markt (1909)

Blick vom Markt in die Schulstraße (vor 1875)

Schulbrücke und nördliche Schulstraße im Quartier Neuer Weg (1907)

Soldatenräte auf der Schulbrücke (November 1918)

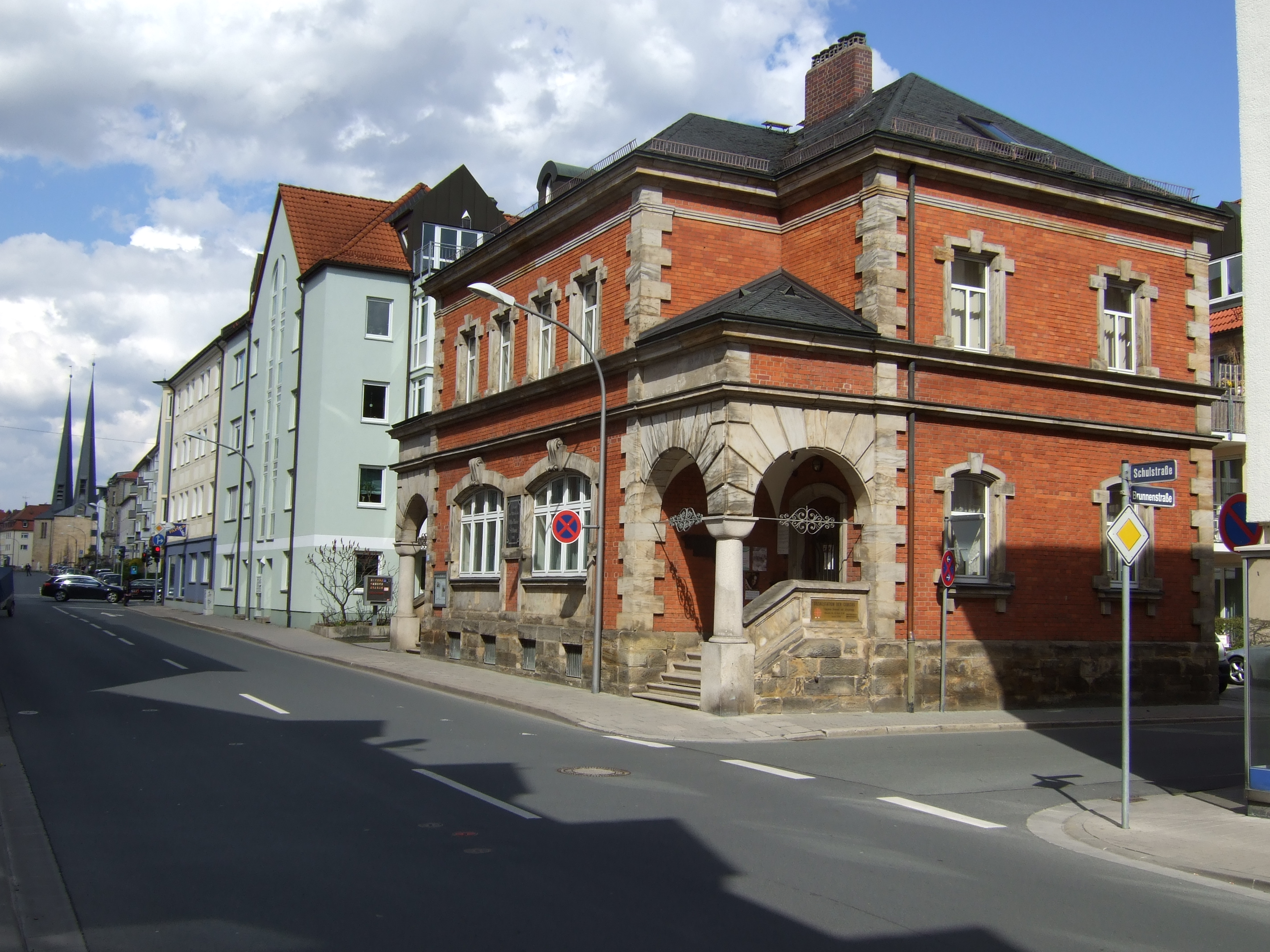
Ehemaliges Arbeitsamt, Wärmehalle und Jugendzentrum Schulstraße 26

Die Straße verläuft geradlinig ungefähr in Süd-Nord-Richtung in der Innenstadt und dem Quartier Neuer Weg. Sie beginnt am zur Maximilianstraße gehörigen unteren Markt und endet an der Carl-Schüller-Straße (1883–1928: Hirschenstraße), wo sie ihre Fortsetzung in der Karl-Marx-Straße (1882–1947: Wilhelmstraße) hat.
In den Jahren 1864/65 kaufte die Stadt das damalige Haus Maximilianstraße 82 („Lotzholz’sches Haus“ zwischen den heutigen Anwesen Maximilianstraße 44 und 46) und ließ es abbrechen. In der entstandenen Bresche wurde eine steil abfallende Straße hinunter zur Schwarzen Allee (seit 1889: Kanalstraße) angelegt. Von dort wurde sie später mittels einer Straßenbrücke über den Mühlkanal und eine weitere („Schulbrücke“) über den Roten Main hinweg in den Neuen Weg verlängert. Mit der Deckelung des Mühlkanals wurde erstere im Frühjahr 1967 überflüssig.
Am 15. Oktober 1901 wurde im Haus Schulstraße 26 das städtische Arbeitsamt und am 7. November jenes Jahres eine Wärmehalle eröffnet. Das rote Ziegelsteingebäude war eine Stiftung des örtlichen Fabrikanten Otto Rose. Vom 21. September 1974 bis 1982 beherbergte es das Offene Jugendzentrum, eine Einrichtung, die von den dort verkehrenden Jugendlichen in Selbstverwaltung geführt wurde.
Im Februar 1909 trat der Rote Main wieder einmal über die Ufer, der im Neuen Weg gelegene Teil der Schulstraße wurde überflutet. Die 1913 begonnene umfassende „Mainkorrektion“ diente dem Zweck, die Überschwemmungsgefahr zu bannen. Die Arbeiten wurden trotz des Beginns des Ersten Weltkriegs fortgeführt und 1915 abgeschlossen. An der Ecke mit der Kanalstraße stand das Gesellschaftsgebäude „Frohsinn“, das in den späten 1930er Jahren abgebrochen wurde. An seine Stelle trat das im November 1939 eröffnete Kaufhaus Loher, dessen voriges Gebäude an der unteren Opernstraße auf Hitlers Wunsch hin hatte weichen müssen (→ Kaufhaus Friedmann).
Im April 1945 wurden bei einem Luftangriff in der Schulstraße mehrere Gebäude durch Fliegerbomben zerstört. Darunter war das Haus Schulstraße 21, das bis dahin als „Herberge zur Heimat“ auf der Walz befindlichen Handwerksburschen als Übernachtungsheim gedient und zeitweise die städtische Suppenanstalt beherbergt hatte. Im Luftschutzkeller des Kaufhauses Loher kamen zahlreiche Schutzsuchende ums Leben.
Im Anwesen Schulstraße 15 war 1925 mit den Kammer-Lichtspielen eines der ersten Bayreuther Kinos entstanden. Nach seiner Zerstörung im Zweiten Weltkrieg wurde es 1955 wieder aufgebaut und im Jahr darauf erneut eröffnet. 1958 wies es 620 Sitzplätze auf, 1991 wurde es in vier Säle geteilt und 1997 geschlossen.
Mit dem Abbruch der Gebäude Schulstraße 8 und 10 entstand zunächst ein Parkplatz, der nach 1974 mit einem viergeschossigen Büro- und Geschäftshaus bebaut wurde. Im Zusammenhang mit dem Bau des Hohenzollernrings wurde die alte Schulbrücke, eine Balkenbrücke mit Mittelpfeiler, abgebrochen und durch einen Neubau, der die alte Straßenachse verließ, ersetzt. Seitdem ist die Schulstraße in zwei voneinander unabhängige Abschnitte beiderseits des Roten Mains geteilt.
Seit 2006 mündet der südlich des Roten Mains gelegene Abschnitt der Straße in den Hohenzollernplatz, der an ihrer Kreuzung mit der Kanalstraße als neuer Standort der Zentralen Omnibushaltestelle (ZOH) angelegt wurde (→ Geschichte des öffentlichen Personennahverkehrs in Bayreuth). Der vor der Graserschule befindliche Bereich wurde jener als Schulhof zugeschlagen und ist kein öffentlicher Verkehrsweg mehr.

## Nach 1945 abgebrochene Gebäude
- Schulstraße 3, zweigeschossiges Haus mit Satteldach und Zwerchhaus, ehemals Malerbetrieb Ruckdeschel, durch Neubau ersetzt[5]
- Schulstraße 7, dreigeschossiges Haus mit Satteldach, ehemals Kaufhaus Merten,[5] durch Neubau ersetzt
- Schulstraße 8, schräg zur Straßenachse stehendes zweigeschossiges Haus, ehemals Sattlerei Walter,[5] 1970 abgerissen[15]
- Schulstraße 9, zweigeschossiges Haus, ehemals Gaststätte und Brauerei Kolb[5]
- Schulstraße 12 und folgende bis zur Brunnenstraße

## Sonstiges
Innerhalb des heutigen Stadtgebiets existierten zwei weitere gleichnamige Straßen: in Laineck von 1967–1972 (heute: Goldkronacher Straße) und in Seulbitz von 1975–1976 (heutige Polarstraße). Die Brautgasse im Gassenviertel führte einst als Schulgasse bzw. Schulgäßlein vom Markt zur Lateinschule (belegt 1549, nachweisbar bis nach 1800).